# (31939) Thananon
2000 GC101 (asteroide 31939) é um asteroide da cintura principal. Possui uma excentricidade de 0.19382280 e uma inclinação de 4.23942º.
Este asteroide foi descoberto no dia 7 de abril de 2000 por LINEAR em Socorro.